# Michelle Steele
Michelle Steele (Gladstone, 8 maart 1986) is een Australisch skeletonster. Ze vertegenwoordigde haar vaderland op de Olympische Winterspelen 2006 in Turijn en op de Olympische Winterspelen 2014 in Sotsji.

## Carrière
Steele maakte haar wereldbekerdebuut op 20 januari 2006 in Sankt Moritz. Ze won nog geen wereldbekerwedstrijden. Ze nam ook deel aan de Olympische Winterspelen van 2006, waar ze goed was voor 13e plaats. Op de Wereldkampioenschappen skeleton 2007 in Sankt Moritz eindigde ze op de 6e plaats.
In 2014 werd Steele 14e in het skeleton op de Olympische Winterspelen 2014 in Sotsji.

## Resultaten

### Olympische Spelen
| Jaar | Plaats | Onderdeel |
| ---- | ------ | --------- |
| 2006 | Turijn | 13e       |
| 2014 | Sotsji | 14e       |

### Wereldkampioenschappen
| Jaar | Plaats       | Onderdeel |
| ---- | ------------ | --------- |
| 2007 | Sankt Moritz | 6e        |
| 2008 | Altenberg    | 15e       |
| 2009 | Lake Placid  | 18e       |
| 2013 | Sankt Moritz | 6e        |

### Wereldbeker

#### Eindklasseringen
| Seizoen   | Rang |
| --------- | ---- |
| 2005/2006 | 13e  |
| 2006/2007 | 10e  |
| 2007/2008 | 10e  |
| 2008/2009 | 14e  |
| 2009/2010 | 24e  |
| 2010/2011 | 22e  |
| 2012/2013 | 9e   |
| 2013/2014 | 9e   |